# 1165
Évszázadok: 11. század – 12. század – 13. század
Évtizedek: 1110-es évek – 1120-as évek – 1130-as évek – 1140-es évek – 1150-es évek – 1160-as évek – 1170-es évek – 1180-as évek – 1190-es évek – 1200-as évek – 1210-es évek
Évek: 1160 – 1161 – 1162 – 1163 –  1164 – 1165 – 1166 – 1167 – 1168 – 1169 – 1170

## Események

### Határozott dátumú események
- április 11. – IV. István hívei – miután Istvánt saját emberei megmérgezik[1] – átadják Zimony várat III. István magyar királynak.[2] (Bizánci források szerint itt temették el Istvánt, majd később átszállították földi maradványait a székesfehérvári Szűz Mária-templomba.)[3]
- november 23. – III. Sándor pápa bevonul Rómába.

### Határozatlan dátumú események
- az év folyamán –
  - I. Manuél bizánci császár a magyar tengermelléki városok nagy részét elfoglalja, majd visszaveszi Zimonyt is, erre III. István békét kér.[2]
  - I. Manuél bizánci császár Béla herceget lépteti fel III. István ellen, mellé sorakozik fel a főurak nagy része is.[2]
  - Rokudzsó japán császár  trónra lépése (mindössze 1 éves).
  - I. Vilmos skót király trónra lépése (1214-ig uralkodik).[4]
  - Andronikosz – aki 1182-től bizánci császár – kiszabadul a börtönből.
  - A muzulmánok visszafoglalják Caesarea Philippit a keresztesektől.[5]
  - Lipcse városi és vásártartási jogokat kap II. Ottó meisseni őrgróftól.[6]
  - András kerül a győri püspöki székbe.[7]

## Születések
- augusztus 21. – II. Fülöp Ágost francia király († 1226)
- november – VI. Henrik német-római császár († 1197)
- I. Henrik brabanti herceg
- Ibn Arabi[8]

## Halálozások
- április 11. – IV. István magyar király (* 1133)
- december 9. – IV. Malcolm skót király (* 1141)
- Nidzsó japán császár